# Jay Cronley
Jay Cronley, né le 9 novembre 1943 à Lincoln dans le Nebraska et mort le 26 février 2017 à Tulsa dans l'Oklahoma, est un journaliste et un écrivain américain de roman policier.

## Biographie
Né à Lincoln, sa famille s'installe dans l'Oklahoma alors qu'il a un an. Plus tard, il fréquente l’université de la région dont il sort diplômé en 1967. Il travaille une année comme agent de change, puis devient journaliste. Il travaille pour le Tulsa Tribune et collabore avec plusieurs magazines, tels que Playboy, Esquire ou Sport Illustrated.
Jay Cronley publie en 1977 un premier roman intitulé Fall Guy, suivi de Good Vibes (adapté au cinéma sous le titre Deux dollars sur un tocard) et Screwballs. Ces trois romans ont une thématique sportive. Il change de registre avec la parution en 1981 de Quick Change, roman policier humoristique qu’il dédie à Donald Westlake. Traduit en français à la Série noire sous le titre La Java des loquedus en 1982, ce roman raconte l’audacieux braquage d’un banque par un malfrat déguisé en clown et ses deux complices et leur désastreuses fuite. Il est adapté au cinéma deux fois, d’abord par Alexandre Arcady en 1985 sous le nom de Hold-up avec Jean-Paul Belmondo dans le rôle principal, puis par Howard Franklin et Bill Murray sous le titre Hold-up à New-York en 1990.
Jay Cronley poursuit dans cette veine humoristique et signe quatre autres romans. Deux d’entre eux donneront lieu à une adaptation au cinéma : Funny Farm de George Roy Hill en 1988 et Nos amis les flics de Bob Swaim en 2004, faisant suite à la traduction dans la collection Rivages/Noir du roman Cheap Shot sous le titre Le Casse du siècle en 2003.
Membre de l'Oklahoma Writers Hall of Fame à partir de 2002, Jay Cronley est consultant hippique pour ESPN et tient une colonne dans le Tulsa Tribune, ville où il réside.

## Œuvre
- Fall Guy (1977)
- Good Vibes (1979)
- Screwballs (1980)
- Quick Change (1981) Publié en français sous le titre La Java des loquedus, traduction de France-Marie Watkins, Paris, Gallimard, Série noire no 1861, 1982, réédition sous le titre Hold-Up à la suite de la sortie du film d'Alexandre Arcady en 1985.
- Cheap Shot (1984) Publié en français sous le titre Le Casse du siècle, traduction de Jean-Paul Gratias, Paris, Rivages/Noir no 468, 2003.
- Funny Farm (1985)
- Walking Papers (1988)
- Shoot! (1997)

## Filmographie
- 1985 : Hold-up, film français réalisé par Alexandre Arcady, d'après le roman Quick Change, avec Jean-Paul Belmondo, Jean-Pierre Marielle, Kim Cattrall, Guy Marchand et Jacques Villeret.
- 1988 : Funny Farm, film américain réalisé par George Roy Hill, d'après le roman Funny Farm, avec Chevy Chase.
- 1989 : Deux dollars sur un tocard (Let It Ride), film américain réalisé par Joe Pytka, d’après le roman Good Vibes, avec Richard Dreyfuss, David Johansen, Teri Garr et Jennifer Tilly.
- 1990 : Hold-up à New-York (Quick Change), film américain réalisé par Howard Franklin et Bill Murray, d'après le roman Quick Change, avec Bill Murray, Jason Robards, Randy Quaid et Geena Davis.
- 2004 : Nos amis les flics, film français réalisé par Bob Swaim, d'après le roman Cheap Shot, avec Frédéric Diefenthal, Armelle Deutsch, Lorànt Deutsch et Daniel Auteuil.

## Sources
- Claude Mesplède (dir.), Dictionnaire des littératures policières, vol. 1 : A - I, Nantes, Joseph K, coll. « Temps noir », 2007, 1054 p. (ISBN 978-2-910-68644-4, OCLC 315873251), p. 506.
- Claude Mesplède  et Jean-Jacques Schleret (Éd. rév. de: SN, voyage au bout de la Noire), Les auteurs de la Série noire, 1945-1995, Nantes, Joseph K, coll. « Temps noir », 1996, 627 p. (ISBN 978-2-910-68611-6, OCLC 300207570), p. 116.